# November Rain
«November Rain» (en español Lluvia en Noviembre) es una canción de power ballad compuesta por Axl Rose, grabada y publicada de la banda de hard rock, Guns N' Roses, lanzado el 18 de febrero de 1992, como parte del álbum Use Your Illusion I. Lanzado en el Reino Unido, se tiene noticia de que Axl habría estado trabajando en la canción desde 1983. Tan conocido como la propia canción, quizá una mayor atención se le ofrece al video musical, el cual, cuando fue lanzado en 1992, rápidamente se convirtió en el más solicitado en la MTV, y ganó el MTV Video Music Awards a la mejor cinematografía.
Se ubicó en el puesto 5 de las 1000 mejores canciones de todos los tiempos según la revista Q Music y en el puesto 6 de las mejores canciones que incluyen a los mejores solos de guitarra de la historia. Hoy en día Guns N' Roses son la primera y hasta ahora únicos artistas musicales en la historia en tener canciones de distintas épocas con más de mil millones de visitas en plataformas streaming, la primera en hacerlo fue November Rain (canción de los años 90) que rompió la barrera de los mil millones en 2018, sin embargo, en febrero del 2023 la canción logró alcanzar la cantidad de 2 mil millones de reproducciones en Youtube, convirtiéndose así en la primera canción de género power ballad/Hard rock en alcanzar dicha cifra en la plataforma.

## Historia

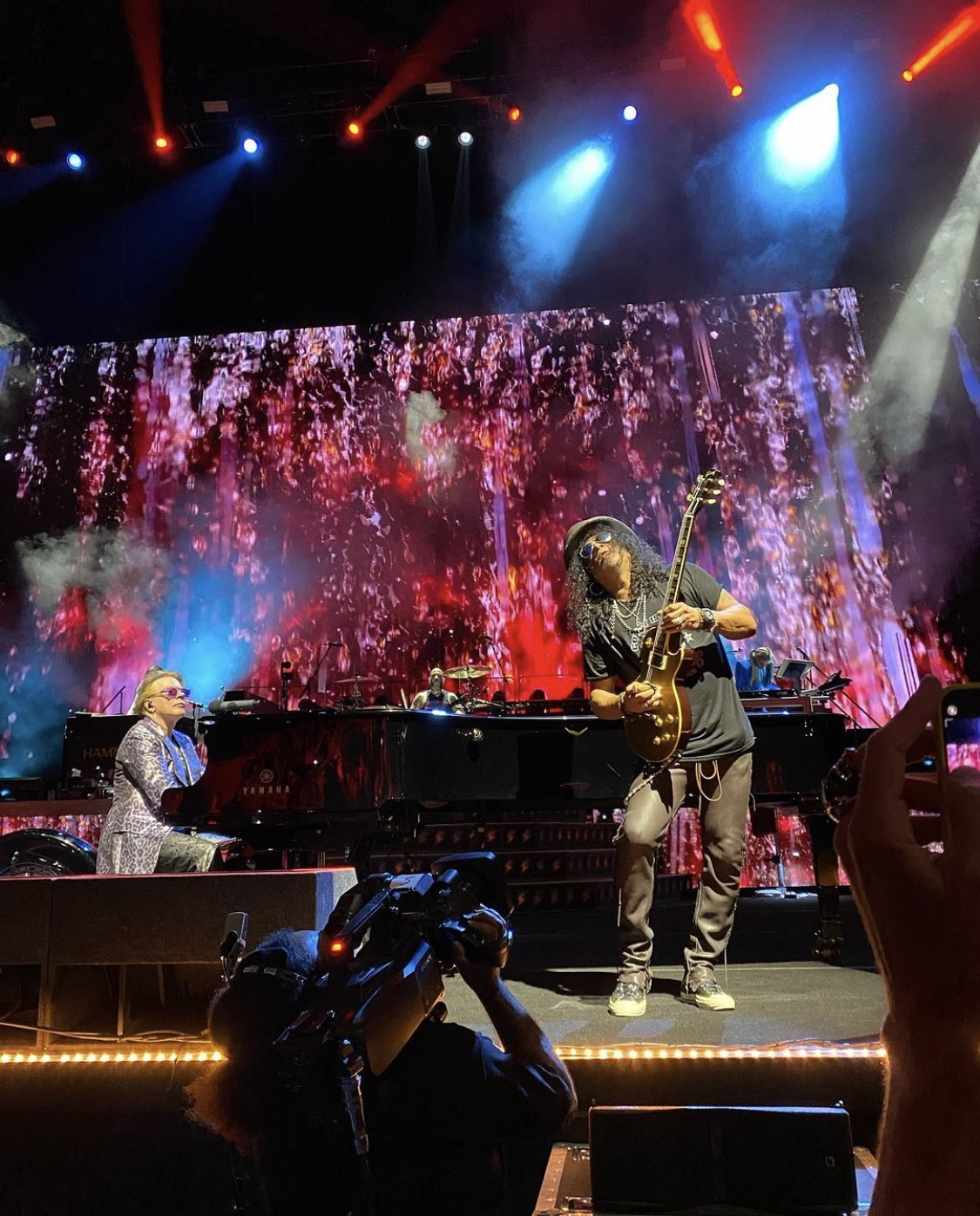
El cantante Axl Rose y el guitarrista Slash interpretando en vivo la canción November Rain. Hard Rock Live, Hollywood, Florida, Estados Unidos. 15 de septiembre de 2023.

«November Rain» aparece en el álbum Use Your Illusion I, con casi 9 minutos de duración, y en concierto la canción dura hasta 12 minutos, es una de las canciones más largas no solo de ese álbum, sino también de las que Guns N' Roses ha grabado. Casi todas puestas en escena de su tour incluían una orquesta, destacar el directo de 1992 en el MTV Video Music Awards. Se sospecha que es la Sinfónica de San Francisco, no obstante, no hay ningún hecho para sustentar esto. Es además la canción más larga en llegar al top 20 del Billboard Hot 100. En la radio, November Rain es a veces tocada en una versión acortada de aproximadamente seis minutos, sin embargo, muchas estaciones de rock clásico aún continúan emitiendo la versión completa. «November Rain» también ostenta la interpretación del solo de guitarra más largo en un Top 10 en los EE. UU. Esta canción está en lista como la número 6 en Los 100 mejores solos de guitarra por Guitar World. «November Rain» fue la número 1 en la Rock 1000 - 2006, una lista de las 1000 canciones de rock por los oyentes de radio en Nueva Zelanda.
Según Tracii Guns, guitarrista y miembro fundador, Axl Rose había estado trabajando en la canción al menos desde 1983 pero pocos saben que «November Rain» está inspirada en una historia de amor y desesperación debido a que Axl y Slash estaban enamorados de la misma chica, pero ella decidió estar con Axl amando a Slash. En una entrevista, él dijo lo siguiente sobre November Rain:

Cuando estábamos haciendo ese EP para L.A. Guns, como... ¿1983? él estaba tocando November Rain, y se llamaba, de hecho, November Rain, al piano. Era lo único que sabía tocar, pero era suyo. Decía "algún día esta canción será realmente buena", y yo le dije "es buena incluso ahora". Yo decía "¿cuándo terminarás ya de tocar eso?" y él dijo: "No sé qué hacer con ella"

«November Rain» está inspirada en parte por la canción del dúo británico Pet Shop Boys «My October Symphony», la cual se incluye en su álbum de 1990 Behaviour. Chris Heath cuenta en su libro Pet Shop Boys contra América que este suceso ocurrió cuando Axl Rose se hallaba en el backstage en un concierto y se encontró con la banda británica en su gira estadounidense de 1991.

## Vídeo musical
Fue dirigido por Andrew "Andy" Morahan. Tiene bastante de vídeo conceptual, y no por ello menos épico que la canción en sí. El vídeo se centra en Axl y su novia (interpretada por su novia real en esos momentos, Stephanie Seymour) casándose, interconectado con un concierto en directo en el Orpheum Theatre de Los Ángeles. Su presupuesto, 1,5 millones de dólares de la época, es hoy en día el noveno vídeo musical más caro de la historia. El guitarrista (Slash) está como protagonista en algunas de las escenas más memorables, incluyendo una secuencia épica con un barrido desde un helicóptero mientras toca el primer solo de guitarra frente a una iglesia y una escena posterior en el que toca el tercer solo mientras está de pie encima del piano de Rose en el escenario del teatro.
November Rain, «Don't Cry» y «Estranged», forman parte de una famosa trilogía. November Rain es la segunda parte de la serie, y muestra a Axl y Seymour casándose, y después la muerte de Seymour. Don't Cry es la primera parte de la trilogía. Finalmente «Estranged», que sería la tercera parte de la trilogía, ya que la tercera parte nunca fue realizada por la ruptura de Stephanie Seymour y Axl Rose en la vida real, pero aun así al ser tres vídeos se le considera como una trilogía, y uno de sus mejores trabajos.
November Rain está basada en la historia corta "Without You" de Del James, disponible en el libro The Language of Fear. Esa historia corta está inspirada en Axl Rose (en la historia Mayne) y su relación con su exesposa Erin Everly (en la historia Elizabeth), y describe en él la miseria de una estrella de rock profesional influenciada por el blues, con millones de discos vendidos y que al parecer tiene todo, pero cosas tan sencillas como el amor y la felicidad no puede encontrarlas. Deja a su antigua novia un mensaje telefónico, se da cuenta de que algo no va bien cuando ella no contesta, seguidamente procede a ir a su apartamento y al no contestar nadie, tira la puerta abajo para encontrar a quien fue su novia con un tiro en la cabeza, quien se suicidó mientras escuchaba una canción que su amado había escrito para ella, quien al verla entra en un vacío enorme e intenta suicidarse, pero no pudo ya que el arma solo tenía una bala. Inmediatamente vemos a Mayne sentado en su cama en una gran depresión, el jamás pudo superar la muerte de Elizabeth y en medio de un ataque de ira por su amor empieza a destruir todos los objetos de su apartamento, incluyendo los más valiosos como sus guitarras. En medio de su ira ve el piano y decide tocarlo, una llama se enciende creando un gran fuego, pero el nunca deja de tocar el piano y ahí muere.
Las letras de November Rain no entran a valorar el tema del suicidio, solamente una relación temperamental. Según una interpretación, las letras son de un hombre a una novia, diciendo cómo los tiempos de problemas (la fría lluvia de noviembre) no durarán para siempre, y que él está dispuesto a dejarla un tiempo sola si es necesario para que ella vuelva con él. El vídeo, por otro lado, sigue a la historia más fielmente, desde el amor y la vida, a través de la muerte y el funeral. Aunque el vídeo no explica cómo muere la novia, esto se puede ver fijándose en ella en un momento preciso, donde hay un surco en la parte inferior de su cara, esto es, un espejo, en la marca 7:21 del vídeo. Familiares de víctimas de traumas craneoencefálicos, que quieren tener un funeral a cuerpo presente y tapa descubierta, pueden usar un espejo reflejando la cara intacta para hacer parecer que el fallecido esta entero, puede ser inferido entonces, que la chica murió a causa de un disparo en la cabeza. Esta escena puede sugerir que Seymour se disparó a sí misma. Sin embargo, otra teoría (si bien mucho menos popular) implica una referencia anterior donde Axl camina solo de noche, pasa por una tienda de armas con la puerta abierta. Esto puede ser visto en el trozo 5:36 del vídeo. Algunos ven esta escena como una indicación de que Axl era el que disparaba, la ambigüedad del suicidio/homicidio corresponde a la culpabilidad del protagonista de la historia del libro para incitar el suicidio. Algunos, sin embargo, simplemente piensan que la tienda de armas era una referencia al nombre de la banda. Una última teoría afirma que la novia fue asesinada el día de la boda durante la "lluvia de noviembre" y su tormenta que comenzó, dando por terminado el banquete. Después de un trueno, vemos el velo de la novia cayéndose al suelo, puede sugerir que fue alcanzada por un rayo y muerta en el momento. Otra teoría acerca de esta historia es que, terminando la fiesta de bodas, el amante de la chica la mata, esto debido a que ella se ha casado y no será más para él.
El 14 de julio de 2018, el vídeo llegó a las mil millones de visitas en la plataforma de vídeos YouTube. 
En febrero de 2023, el video musical llegó a las dos mil millones de vistas en la misma plataforma, convirtiéndose en el video más visto de YouTube grabado en el siglo XX.